# 쿠마루
쿠마루(cumaru, 학명: Dipteryx odorata 딥테릭스 오도라타[*])는 콩과의 나무이다. 남아메리카 북부에 분포한다. 통카콩(tonka bean)으로도 불리는 씨가 식용된다.

## 사진 갤러리

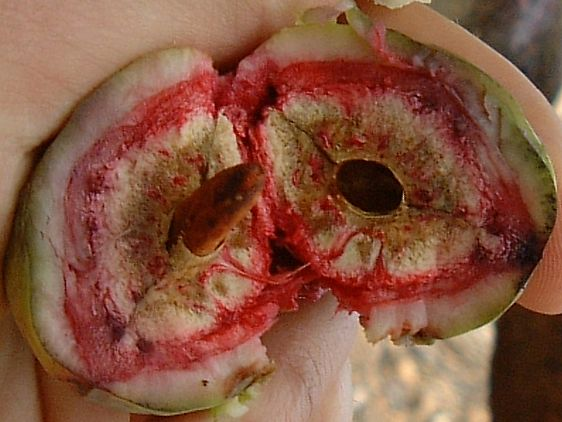
쿠마루 열매
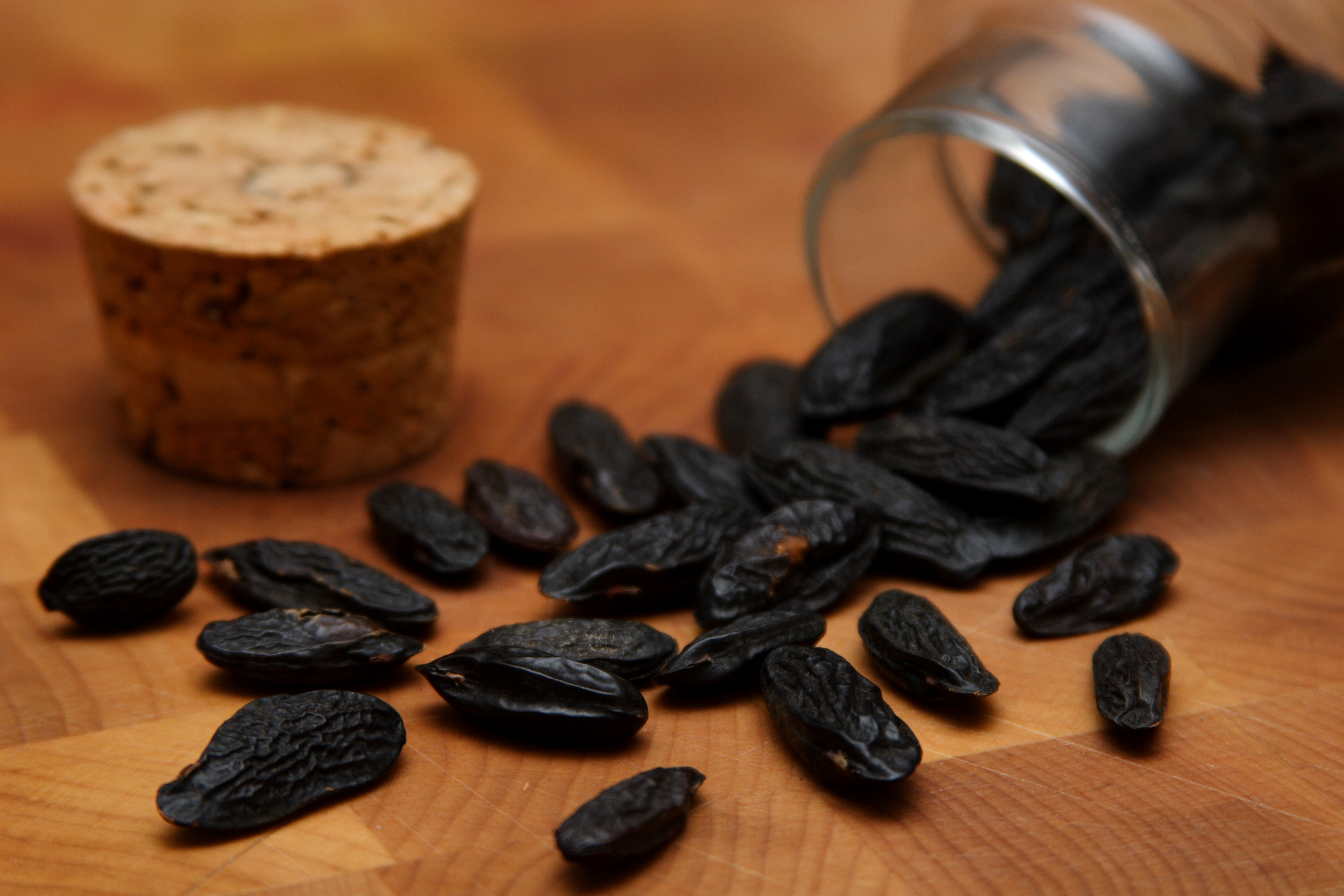
통카콩 (쿠마루 씨)